# Saint-Martin-Saint-Firmin
Saint-Martin-Saint-Firmin es una localidad y comuna francesa situada en la región de Alta Normandía, departamento de Eure, en el distrito de Bernay y cantón de Saint-Georges-du-Vièvre.

## Demografía
| 236 | 229 | 211 | 206 | 194 | 196 |
| Para los censos de 1962 a 1999 la población legal corresponde a la población sin duplicidades (Fuente: INSEE [Consultar]) |     |     |     |     |     |